# Товарищ
Товарищ — термин, означающий:

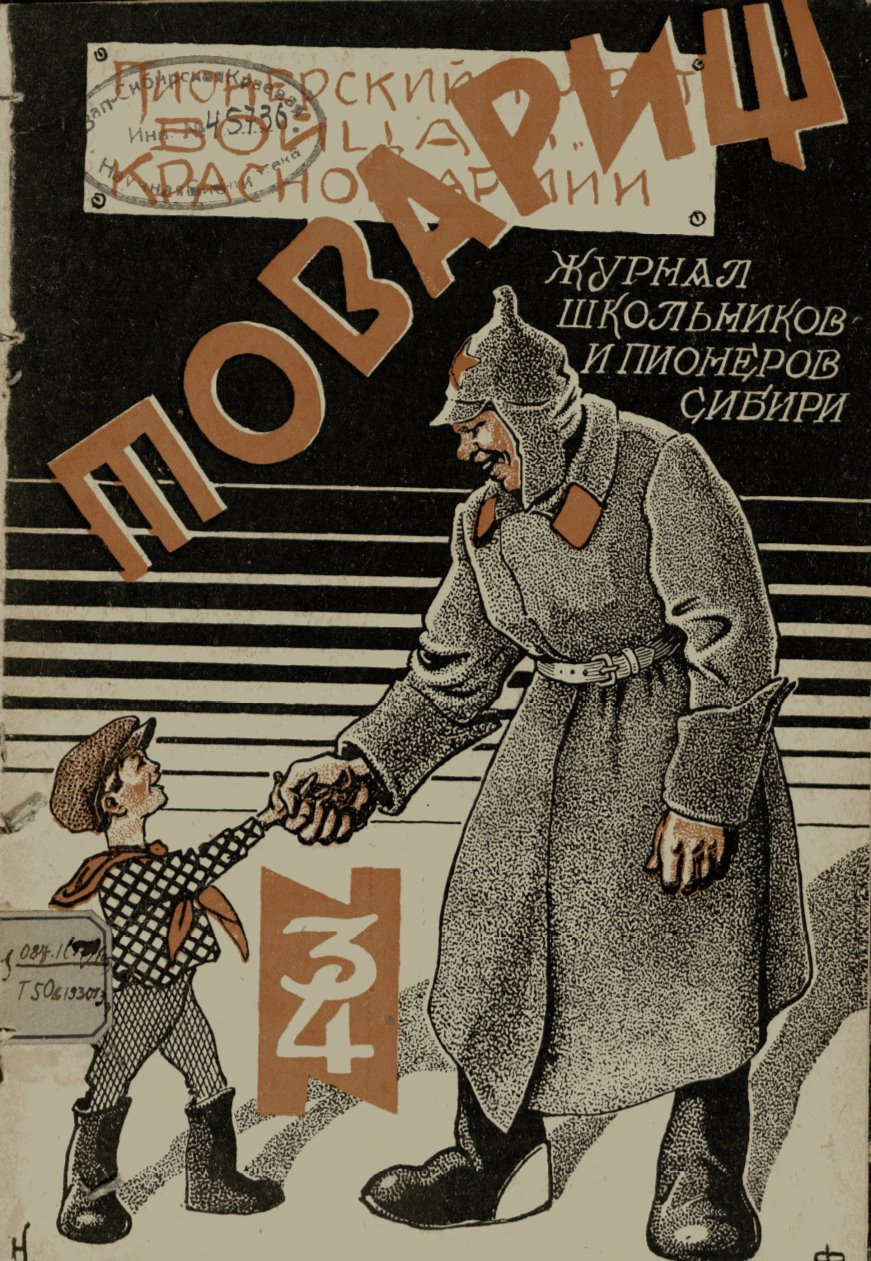
Обложка сибирского детского журнала «Товарищ»

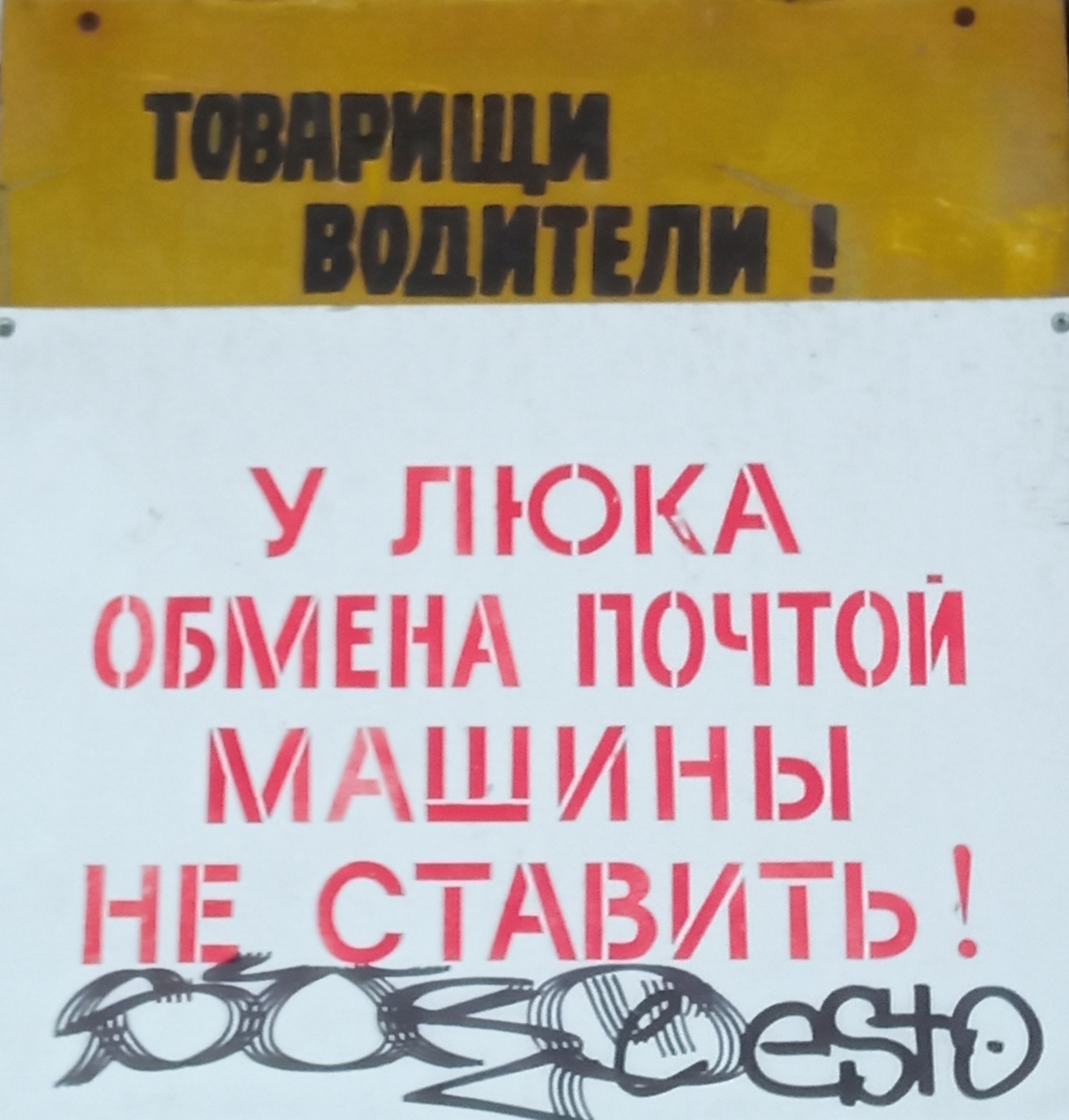
Обращение к водителям в форме «товарищ» с просьбой не ставить машины у люка обмена почтой

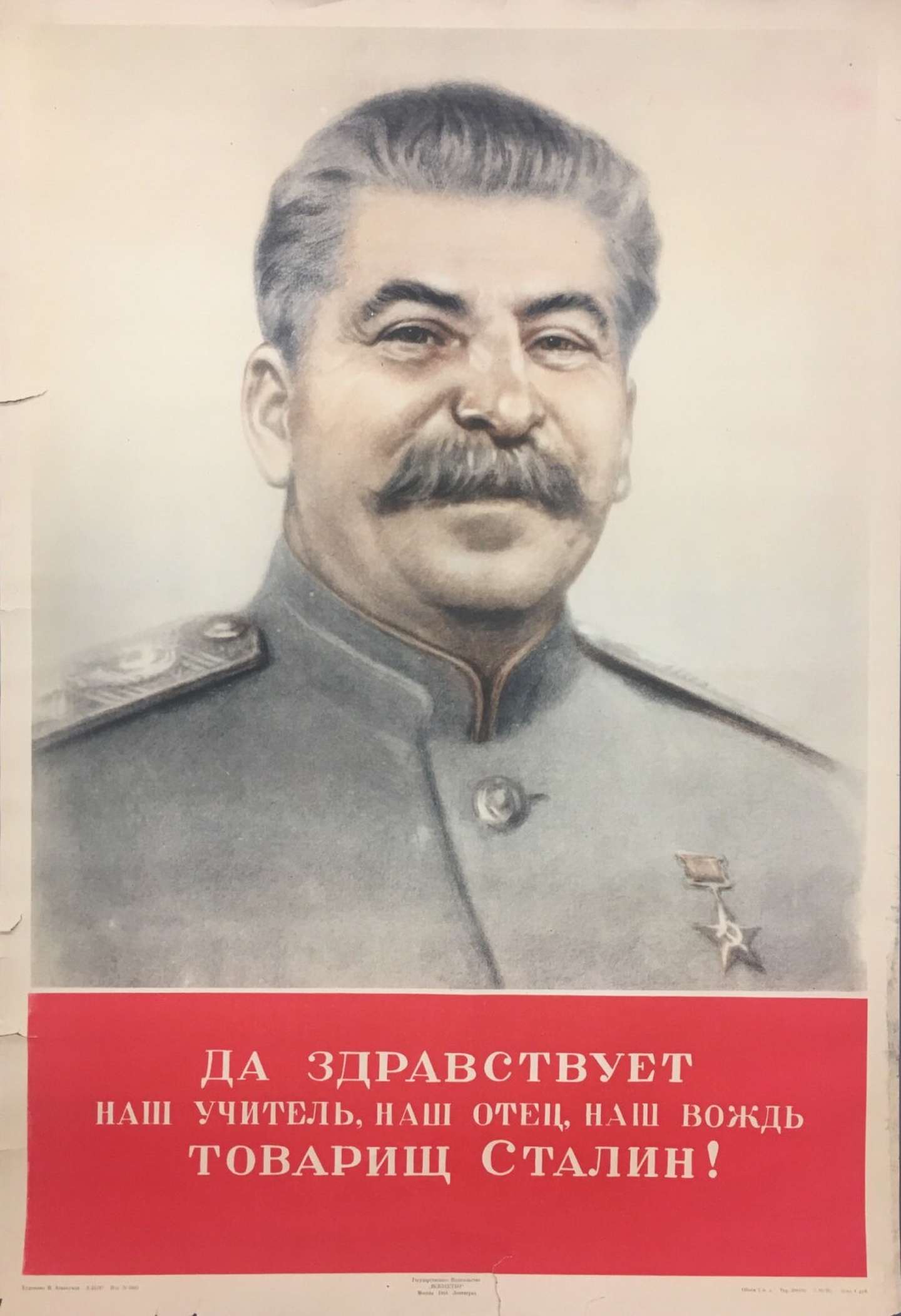
1946. Да здравствует наш учитель, наш отец, наш вождь товарищ Сталин!

- друга или союзника, коллегу; до революции в Российской империи — должность помощника, заместителя (например: товарищ министра, товарищ председателя общества и т. п.).
- форма обращения в антимонархической, революционной или советской среде, в партиях и организациях левой ориентации.

Согласно словарю Ушакова, товарищ — человек, действующий, работающий вместе с кем-нибудь, помогающий ему, делающий с ним общее дело, связанный с ним общим занятием, общими условиями жизни и потому близкий ему. В 1802—1917 годах в Российской империи слово употреблялось в наименованиях официальных званий и должностей в различных ведомствах в значении заместитель, помощник, например товарищ министра, товарищ прокурора, товарищ председателя и т. д. С начала XX века стало постепенно применяться, как обращение («Наверх вы, товарищи, все по местам» — 1904).
В Советском Союзе и в других социалистических государствах это обращение стало общепринятым среди граждан. Ныне слово «товарищ» при обращении к людям практически не употребляется, в интернете можно встретить многочисленные шуточные коннотации. Сейчас оно является уставным обращением лишь в постсоветских вооружённых силах (Вооружённые силы Республики Беларусь, Вооружённые силы Российской Федерации), в казачестве, в ряде левых и коммунистических организаций. Тем не менее, слово «товарищ» продолжает использоваться в таких словосочетаниях, как «товарищ по работе», «товарищ по несчастью», «друзья-товарищи» и т. д.
Имеет некоторое хождение неформальное обращение «камрад» (от англ. Comrade и фр. Camarade — «товарищ»), которое указывает просто на друга, приятеля.

## Этимология
Слово «товарищ» объясняется М. Фасмером из тюркского (ср. тур., чагат. tаvar «имущество, скот, товар» + ish «работа», ishchi «работник» (товарищи tavar+ishchi) или esh «менять» (см. това́р) +еš, iš)). Товарищами называли себя бродячие торговцы на Руси, которые торговали одним (похожим) товаром. П. Я. Черных производит это слово от др.-рус. товаръ, товарище — стан, военный лагерь.

## Политическое значение
Товарищ — термин, означающий сначала коллегу по торговому цеху, а затем союзника, только в XIX веке получил политическую окраску. Слово ввели в обиход декабристы, после чего оно распространилось в качестве обращения в среде коммунистов, социалистов, социал-демократов, лейбористов и анархистов.

Товарищ, верь: взойдёт она,

Звезда пленительного счастья.

Россия воспрянет ото сна.

И на обломках самовластья

Напишут наши имена.
— К Чаадаеву, А. С. Пушкин
Использование слова «товарищ» призвано подчеркнуть солидарность и взаимное доверие идеологических единомышленников. Кроме политического значения, слово также активно используется в армии целого ряда стран.
Возникновение современного значения слова связано с Великой французской революцией. Стремясь преодолеть феодальные привилегии, революционеры отменили использование аристократических терминов monsieur, madame и mademoiselle («господин», «госпожа», «сударь», «сударыня» и «барышня»), обращаясь друг к другу словом citoyen(ne) («гражданин», «гражданка»). Даже низложенный революцией король Людовик XVI титуловался гражданином Луи Капетом, чтобы подчеркнуть его равенство со всеми другими жителями Франции. Более решительный аналог слова «гражданин», не ограниченный связью с конкретным государством и углубляющий эгалитаризм своего использования, — «товарищ» (camarade), ведущий свою историю от двора франкских королей, впервые был использован в 1790 году. К концу XIX века «товарищ» стало повсеместным обращением в социалистическом движении.
В русском языке слово «товарищ» первоначально не является синонимом слова «друг». Товарищами изначально называли людей, соединённых вместе одним делом, экстремальными обстоятельствами, партнёров по коммерческой деятельности; отсюда и юридическое значение слова «товарищ» — участник коммерческого товарищества. Слово «товарищ» используется в Синодальном переводе Библии (Мф. 18:29; 2Кор. 8:23).
В среде запорожского и донского казачества титул «товарищ» использовался рядовыми казаками, полноправными членами казачьей общины. Существовали также титулы военного, бунчукового и значкового товарища.

Хочется мне вам сказать, панове, что такое есть наше товарищество. Вы слышали от отцов и дедов, в какой чести у всех была земля наша: и грекам дала знать себя, и с Царьграда брала червонцы, и города были пышные, и храмы, и князья, князья русского рода, свои князья, а не католические недоверки. Все взяли бусурманы, все пропало. Только остались мы, сирые, да, как вдовица после крепкого мужа, сирая, так же как и мы, земля наша! Вот в какое время подали мы, товарищи, руку на братство! Вот на чём стоит наше товарищество! Нет уз святее товарищества! Отец любит своё дитя, мать любит своё дитя, дитя любит отца и мать. Но это не то, братцы: любит и зверь своё дитя. Но породниться родством по душе, а не по крови, может один только человек. Бывали и в других землях товарищи, но таких, как в Русской земле, не было таких товарищей.— Тарас Бульба, Н. В. Гоголь
Как и другие социалистические партии, русские социал-демократы активно использовали в общении обращение «товарищ». После Октябрьской социалистической революции в Советской России и Советском Союзе «товарищ» был общепринятым официальным обращением. В ситуациях, когда подчёркивалась официальность, например, в судебном делопроизводстве, применялось обращение «гражданин». Женская форма слова (товарка) редко применялась в качестве обращения; к женщине по-русски обращались так же, как к мужчине, например: «товарищ Иванова».
Повседневное использование слова «товарищ» марксистскими, троцкистскими и сталинистскими партиями вызвало использование его западными антикоммунистами по отношению к их левым политическим оппонентам (неважно, коммунистам или социал-демократам) в уничижительном смысле. Преувеличенно частое использование этого слова в качестве постоянного атрибута советской (и постсоветской) жизни и левого движения стало чертой американской популярной культуры.

## Обращение в ВС
Ныне «товарищ» является уставным обращением в ряде постсоветских армий (Вооружённые силы Республики Беларусь, ВС России). В современных Российских ВС слово «товарищ», согласно Уставу внутренней службы Вооружённых Сил Российской Федерации, обязательно используется при обращении военнослужащих друг к другу. Начальники и старшие, обращаясь по вопросам службы к подчинённым и младшим, называют их по воинскому званию и фамилии или только по воинскому званию, добавляя в последнем случае перед воинским званием слово «товарищ». Подчинённые и младшие, обращаясь по вопросам службы к начальникам и старшим, называют их по воинскому званию, добавляя перед воинским званием слово «товарищ». Например: «Товарищ старший лейтенант», «Товарищ контр-адмирал».
Ранее обращение «товарищ» (укр. товариш) также использовалось в Вооружённых силах Украины, но согласно принятым Верховной радой в 2018 году поправкам к уставу, оно было заменено на обращения «пан» (господин) и «пані» (госпожа).

## Аналог в Китае и Северной Корее
Китайский аналог слова, «同志» (пиньинь: tóng zhì, тунчжи), переводится как «(люди) с единой целью». Оно активно использовалось и используется как в Коммунистической партии Китая, так и в Гоминьдане (даже после бегства правительства Чан Кайши на Тайвань). После образования КНР термин активно использовался и в повседневной жизни, вплоть до рыночных реформ 1980-х годов, когда он стал лишь уважительным обращением к людям среднего возраста и в КПК, причём отказ от использования слова по отношению к товарищу по Компартии считается мягким выражением неуважения. В 2010 году китайские власти запретили водителям использовать слово «товарищ» в обращении к пассажирам, так как оно используется китайской молодёжью для сленгового обозначения геев.
В КНДР слово «товарищ» делится на два типа: к равным себе или младшим обращаются «тонму», а к старшим или наиболее уважаемым — «тончжи», несмотря на то, что слово «товарищ» предусматривает всеобщее равенство.

## Германия

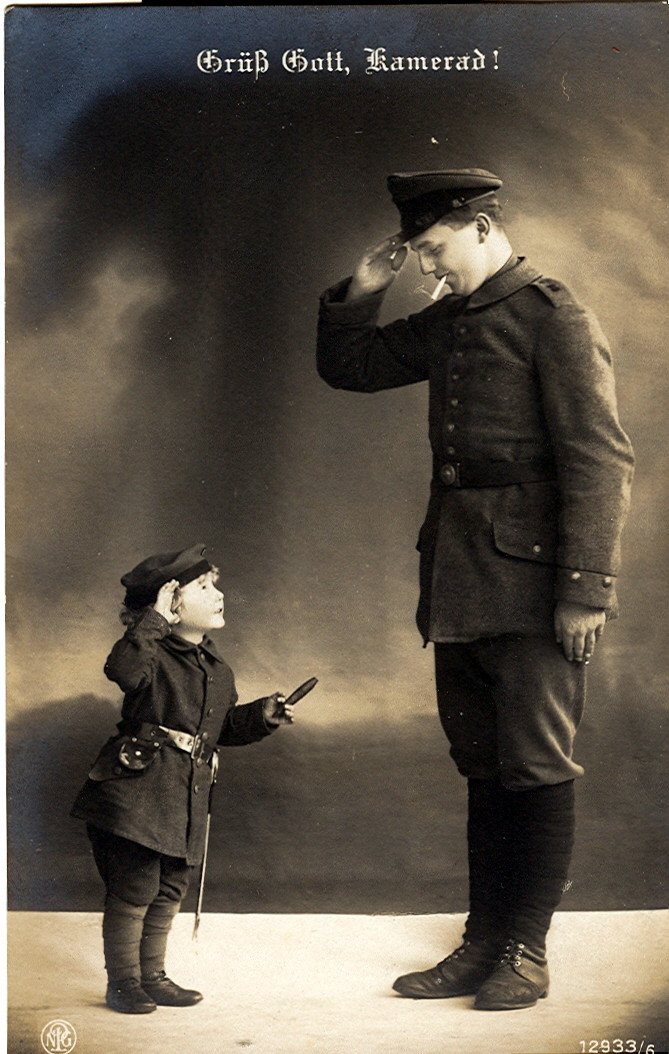
Открытка, без даты (около 1915 г.); надпись: «Привет, товарищ!» на немецком.

В Третьем Рейхе были приняты обращения партайгеноссе по отношению к членам НСДАП и фольксгеноссе по отношению к простым немцам. После поражения Германии во Второй мировой войне немецким коммунистам пришлось вместо слова «геноссе», «товарищ», использовать слово «коллега».